# Sköldlavar
Sköldlavar (Parmelia) är ett släkte av lavar som beskrevs av Erik Acharius. Parmelia ingår i familjen Parmeliaceae, ordningen Lecanorales, klassen Lecanoromycetes, divisionen sporsäcksvampar och riket svampar.
Sköldlavar kännetecknas av bladlik bål, ofta med grå eller gråvit ovansida och mörkare undersida med rhiziner som fäster laven vid underlaget. Släktet innefattar i äldre verk angående lavarnas systematik ett mycket stort antal arter, men vidare studier har lett till att flera mindre släkten skiljts ur, baserat bland annat på morfologiska skillnader i bålen och annorlunda kemi. Detta är en av orsakerna till att flera lavar vars svenska namn innefattar benämningen "sköldlav" inte hör till släktet Parmelia.

## Utbredning
Sköldlavar förekommer världen över, men är vanligast i tempererade klimat. 

## Användning
Inom släktet finns exempelvis arter som är användbara för växtfärgning.

## Arter
Släktet Parmelia indelas i:
- Parmelia adaugescens
- Parmelia aggregata
- Parmelia angustifolia
- Parmelia araucana
- Parmelia barrenoae
- Parmelia cochleata
- Parmelia crambidiocarpa
- Parmelia crowii
- Parmelia cunninghamii
- Parmelia ernstiae
- Parmelia erumpens
- Parmelia fertilis
- Parmelia fraudans
- Parmelia hygrophila
- Parmelia hygrophiloides
- Parmelia isidioclada
- Parmelia kerguelensis
- Parmelia laevior
- Parmelia lindsayana
- Parmelia marmariza
- Parmelia marmorophylla
- Parmelia masonii
- Parmelia meiophora
- Parmelia neodiscordans
- Parmelia niitakana
- Parmelia norcrambidiocarpa
- Parmelia nortestacea
- Parmelia novae-zelandiae
- Parmelia omphalodes - Letlav
- Parmelia protosignifera
- Parmelia pseudolaevior
- Parmelia pseudoshinanoana
- Parmelia pseudotenuirima
- Parmelia psoromoides
- Parmelia queenslandensis
- Parmelia ricasolioides
- Parmelia salcrambidiocarpa
- Parmelia saxatilis - Färglav
- Parmelia serrana
- Parmelia shinanoana
- Parmelia signifera
- Parmelia skultii
- Parmelia squarrosa
- Parmelia subdivaricata
- Parmelia submontana
- Parmelia submutata
- Parmelia subtestacea
- Parmelia sulcata - Skrynkellav
- Parmelia tarkinensis
- Parmelia tenuirima
- Parmelia testacea